# 李老庄乡
李老庄乡，是中华人民共和国河南省周口市沈丘县下辖的一个乡镇级行政单位。

## 行政区划
李老庄乡下辖以下地区：
李老庄村、刘庄村、酒店庄村、木林桥村、张彭庄村、梁庄村、蒋桥村、孙付庄村、陈老庄村、小陈庄村、木庄村、王白庙村、大陈庄村、姚庄村、东吴庄村、花园村、雒庄村、陈营村、刘堂村、艾店村、张楼村、付楼村、蒋庄村、曹洼村、严楼村、后湖村、梧桐庄村、田楼村和张老庄村。